# José Mauricio González
José Mauricio González (* 14. Oktober 1988) ist ein kolumbianischer Leichtathlet, der sich auf den Langstreckenlauf spezialisiert hat.

## Sportliche Laufbahn
Erste Erfahrungen bei internationalen Meisterschaften sammelte José Mauricio González im Jahr 2010, als er bei den U23-Südamerikameisterschaften, die im Zuge der Südamerikaspiele in Medellín ausgetragen wurden, in 14:23,35 min die Goldmedaille im 5000-Meter-Lauf gewann und sich über 1500 Meter in 3:50,09 min die Bronzemedaille hinter dem Chilenen Iván López und Marvin Blanco aus Venezuela sicherte. Im Jahr darauf gelangte er bei den Südamerikameisterschaften in Buenos Aires über 5000 m nicht ins Ziel, nahm aber anschließend über diese Distanz an den Panamerikanischen Spielen in Guadalajara teil und belegte dort in 14:19,43 min den sechsten Platz. 2014 konnte er sein Rennen im 3000-Meter-Lauf bei den Ibero-Amerikanischen Meisterschaften in São Paulo nicht beenden und im Jahr darauf gewann er bei den Südamerikameisterschaften in Lima in 28:33,52 min die Silbermedaille im 10.000-Meter-Lauf hinter dem Ecuadorianer Bayron Piedra und über 5000 m belegte er in 14:11,73 min den fünften Platz. Anschließend erreichte er bei den Panamerikanischen Spielen in Toronto nach 16:13,05 min Rang 14 im 5000-Meter-Lauf und konnte seinen Lauf über 10.000 m nicht beenden. 2017 gewann er bei den Juegos Bolivarianos in Santa Marta in 29:36,29 min die Silbermedaille über 10.000 m hinter dem Peruaner Luis Ostos und 2018 siegte er in 13:53,40 min über 5000 m bei den Zentralamerika- und Karibikspielen im heimischen Barranquilla.
2019 gewann er bei den Südamerikameisterschaften in Lima in 28:48,60 min die Silbermedaille über 10.000 m hinter dem Ecuadorianer Bayron Piedra und anschließend klassierte er sich bei den Panamerikanischen Spielen ebendort mit 28:48,00 min auf dem achten Platz. 2021 belegte er bei den Südamerikameisterschaften in Guayaquil in 14:01,78 min den vierten Platz über 5000 m und auch im 10.000-Meter-Lauf wurde er nach 30:26,46 min Vierter. 2023 gewann er bei den Zentralamerika- und Karibikspielen in San Salvador in 1:04:23 h die Silbermedaille im Halbmarathon hinter dem Guatemalteken Alberto González Mindez. Anschließend kam er bei den Südamerikameisterschaften in São Paulo über 10.000 Meter nicht ins Ziel.
In den Jahren 2011 und 2014 sowie 2018 und 2021 wurde González kolumbianischer Meister im 5000-Meter-Lauf.

## Persönliche Bestzeiten
- 1500 Meter: 3:46,23 min, 11. Mai 2019 in Los Angeles
- 3000 Meter: 8:24,87 min, 2. Juni 2012 in Oordegem
- 5000 Meter: 13:32,44 min, 19. April 2013 in Walnut
- 10.000 Meter: 28:13,49 min, 30. März 2018 in San Francisco
- Halbmarathon: 1:02:16 h, 17. Oktober 2021 in Barcelona